# James Cameron (novinář)
James Cameron (17. června 1911 – 26. ledna 1985) byl britský novinář.
Narodil se skotským rodičům v Battersea v Londýně, otec byl spisovatel. Začínal v polovině 30. let v týdeníku The Weekly News, později působil v deníku Daily Express. Po válce psal mj. o jaderných testech na atolu Bikini, stal se pacifistou a v roce 1957 spoluzakladatelem Kampaně za jaderné odzbrojení. Po odchodu z Daily Express (1950) krátce přispíval do fotožurnalistického časopisu Picture Post, v němž spolu s fotografem Bertem Hardym pokrýval Korejskou válku. V roce 1952 uveřejnil v The Illustrated London News nekrologovou esej „The King Is Dead“ o smrti krále Jiřího VI. Poté pracoval v deníku News Chronicle. V roce 1965 odcestoval do Severního Vietnamu, kde pořizoval rozhovory s politickými vůdci, včetně Ho Či Mina (fotografoval Romano Cagnoni). Reportáž z cesty publikoval v knize Here Is Your Enemy (1965).
Je autorem rozhlasové hry The Pump (1973) o své zkušenosti s otevřenou operací srdce. Za hru získal cenu Prix Italia. Napsal dvě autobiografické knihy, Point of Departure (1967) a An Indian Summer (1974). Ke konci života psal sloupky pro The Guardian a pracoval pro televizi. Zemřel na mrtvici ve spánku ve svém londýnském domově ve věku 73 let.
V roce 1979 mu byl udělen Řád britského impéria. V letech 1987 až 2016 byla udělována Cena Jamese Camerona pro novináře, kterou získali například Bridget Kendall (1992), Ed Vulliamy (1994), Martin Wolf (2012), Luke Harding (2014) a Jeremy Bowen (2015).